# دانشگاه بویه
دانشگاه بویه (به لاتین: University of Buea) یک دانشگاه در کامرون است که در بوئا واقع شده‌است.